# Левашова, Екатерина Владимировна

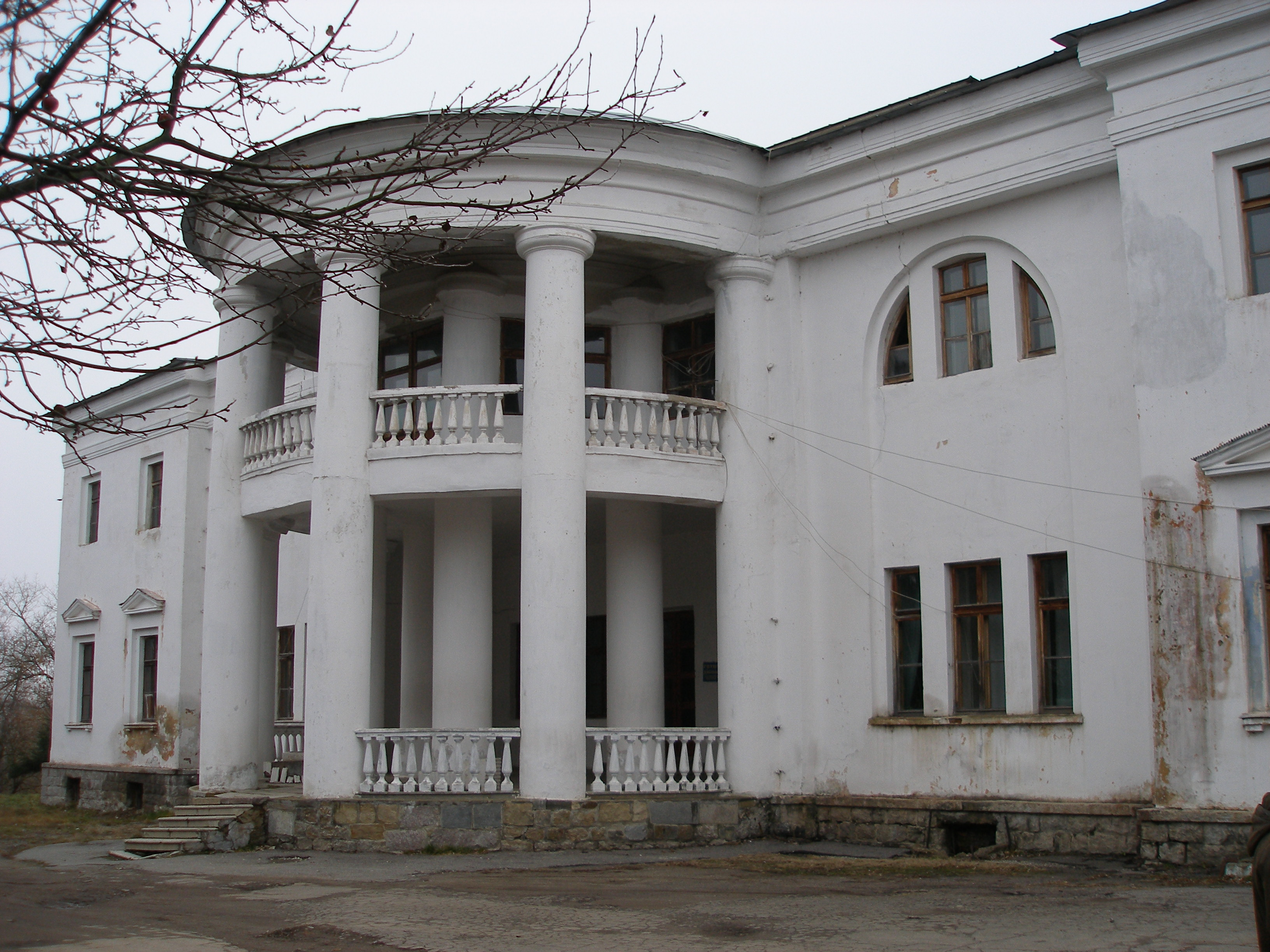
Усадьба Екатерины Ксидо в Хмельнике

Графиня Екатерина Владимировна Левашова, в замужестве Ксидо (1867 — после 1920) — фрейлина императрицы Марии Фёдоровны (1886), наследница состояния Левашовых, стоявшая у истоков посёлка Графская колония.

## Биография
Дочь графа Владимира Васильевича Левашова и его жены Ольги Викторовны. По примеру матери с ранних лет интересовалась общественными вопросами. Сохранился франкоязычный дневник с вырезками из зарубежных газет, который она вела с 8 лет до замужества.
Вместе с сестрой Марией унаследовала от родителей особняк на набережной Фонтанки, 18 и мызу Осиновая Роща близ Дибунов. В 1902 году сёстры выделили из принадлежащих им земель 404 участка, по 1 десятине каждый, для продажи под частную застройку. Один из главных проспектов выстроенного на этих землях посёлка («Графской колонии») получил имя Левашовского.
В весьма зрелом возрасте вступила в брак (29 июня 1905 года) с одним из участников обороны Порт-Артура, 26-летним капитаном Константином Ивановичем Ксидо (1879–не ранее 1943), русским дворянином греческого происхождения. Знакомство их состоялось в Петербурге, когда воодушевлённая героической защитой крепости, Екатерина Владимировна пригласила к себе в дом коменданта Порт-Артура А. М. Стесселя, приговорённого военным судом к смертной казни, но помилованного царём. Четыре месяца генерал Стессель пользовался гостеприимством хозяйки.
Среди гостей был и будущей супруг Левашовой, бывший адъютант генераля Стесселя при осаде Порт-Артура, вошедший в образованный позднее Кружок защитников Порт-Артура и бывший его казначеем.
На имя своего мужа Екатерина Владимировна в Хмельнике Подольской губернии приобрела имение. На месте старого польского замка супруги заказали И. А. Фомину выстроить новый усадебный дом в палладианском стиле. Строительство велось с 1911 по 1915 гг.; было прервано из-за военных действий.
Константин Иванович Ксидо окончил Николаевское инженерное училище. Участник военных действий в Китае (1900-1901), участник Русско-японской войны 1904-1905 гг., участник Первой Мировой войны. Совладелец журнала «Русская Старина», издатель нескольких книг по географии (1910-е годы).
В 1919 г. супруги Ксидо эмигрировали. Екатерина Владимировна умерла от тифа в Константинополе. Их дочь — София Константиновна задавлена грузовиком в США в октябре 1932 г.